# Портлендський симфонічний оркестр
Портлендський симфонічний оркестр (англ. Portland Symphony Orchestra) — симфонічний оркестр, що діє в місті Портленд, штат Мен. Заснований у грудні 1923 року; дав перший концерт 24 лютого 1924 року. Спочатку називався Портлендським муніципальним оркестром, з 1933 носить нинішню назву.
Колектив розпочав свою діяльність як цілковито аматорський, хоча й швидко досяг значних розмірів (65 виконавців до 1927 року). Значний прогрес у розвитку оркестру пов'язані з рубежем 1930-40-х років, коли його очолив перший музикант-професіонал Расселл Еймс Кук. Подією в масштабах міста стало виконання у 1939 році, до сторіччя його уродженця Джона Ноулза Пейна, сюїти з музики Пейна до трагедії «Едіп-цар». Повністю професійну основу Портлендський симфонічний оркестр було переведено 1959 року. 1960-1970-ті роки пройшли для оркестру у творчій співдружності з Волтером Пістоном, який зокрема написав п'єсу до урочистостей з нагоди 50-річчя колективу, а ювілейний 75-й сезон оркестру у 1998 року відкрив Іцхак Перлман.

## Головні диригенти
- Артур Кендал (1923—1926)
- Чарлз Реймонд Кронем (1927—1932)
- Чарлз Воррен (1933—1934)
- Пол Мелроуз (1935—1937)
- Рассел Еймс Кук (1938—1951)
- Річард Бургін (1952—1956)
- Рубен Грегорян (1958—1961)
- Артур Беннет Ліпкін (1962—1967)
- Поль Вермель (1967—1975)
- Брюс Генджен (1976—1986)
- Тосіюкі Сімада (1986—2006)
- Роберт Муді (з 2008 р.)